# نيكول ستامب
نيكول ستامب هي مقدمة تلفزيونية وكاتِبة وكاتبة سيناريو ومنتجة أفلام وممثلة كندية، ولدت في القرن العشرين في Etobicoke ‏ في كندا.

## وصلات خارجية
- الموقع الرسمي
- نيكول ستامب على موقع IMDb (الإنجليزية)
- نيكول ستامب على موقع قاعدة بيانات الفيلم (الإنجليزية)